# Joaquín Sabina y Viceversa en directo
Joaquín Sabina y Viceversa en directo es el segundo disco en vivo del cantautor español Joaquín Sabina, editado en 1986. Fue grabado en directo en el teatro Salamanca de Madrid los días 14 y 15 de febrero de 1986. En él Sabina actúa junto con la banda Viceversa y varios artistas invitados: Luis Eduardo Aute, Javier Krahe, Javier Gurruchaga o Ricardo Solfa, entre otros. 
El disco supuso el primer gran éxito comercial de Joaquín Sabina. Sin embargo, estuvo envuelto de cierta polémica, debido a la canción «Cuervo ingenuo» de Javier Krahe, una dura crítica a la gestión de los primeros años de Felipe González, que fue censurada durante la emisión del concierto en Televisión Española.  
En el disco prevalencen los sonidos más roqueros, pero también hay espacio para el sonido folk más cercano al del cantautor en sus primeros tiempos.
El concierto fue grabado y editado en VHS, y posteriormente en DVD. No recoge el mismo contenido que el álbum, y algunas versiones son diferentes respecto a las del CD. Su duración aproximada es de 55 minutos.

## Lista de canciones
CD 1:
1. Ocupen su localidad (Joaquín Sabina) - 3:41
2. Cuando era más joven (Joaquín Sabina) - 4:32
3. Princesa (Joaquín Sabina/J.A. Muriel) - 3:50
4. Hay mujeres (Joaquín Sabina/J. Sisa) con Ricardo Solfa. - 5:00
5. Zumo de neón (Joaquín Sabina/Viceversa) - 3:07
6. El joven aprendiz de pintor (Joaquín Sabina) - 3:50
7. Como decirte, como contarte (Joaquín Sabina/Javier Martínez) - 4:15
8. Tratado de impaciencia nº 11 (Joaquín Sabina) - 2:37
9. Qué demasiao (Joaquín Sabina/J.R. Ripoll) - 3:31
10. Juana la Loca (Joaquín Sabina) - 6:00

CD 2:
1. Calle melancolía (Joaquín Sabina) - 4:20
2. Pongamos que hablo de Joaquín (Luis Eduardo Aute) Canción interpretada por Luis Eduardo Aute y dedicada a Sabina. - 3:26
3. Caballo de cartón (Joaquín Sabina) - 4:45
4. Cuervo ingenuo (Javier Krahe) Con Javier Krahe - 4:05
5. Whisky sin soda (Joaquín Sabina/Hilario Camacho) - 4:27
6. Rebajas de enero (Joaquín Sabina/Javier Martínez) - 3:41
7. Adiós, adiós (Joaquín Sabina/Javier Gurruchaga) Con Javier Gurruchaga. - 3:30
8. Pisa el acelerador (Joaquín Sabina) Con Javier Gurruchaga. - 3:51
9. Pongamos que hablo de Madrid (Joaquín Sabina/Antonio Sánchez) - 3:56
10. Eh, Sabina (Joaquín Sabina) - 3:16
11. Despedida (Joaquín Sabina) - 1:26

Las canciones que contiene el DVD son: 
1. Incompatibilidad de caracteres (Joaquín Sabina)
2. Ocupen su localidad. (Joaquín Sabina)
3. Zumo de neón. (Joaquín Sabina/Viceversa)
4. Princesa. (Joaquín Sabina/J.A. Muriel)
5. Hay mujeres. (Joaquín Sabina/M. Armando) con Ricardo Solfa.
6. Juana la Loca. (Joaquín Sabina)
7. El joven aprendiz de pintor. (Joaquín Sabina)
8. Calle melancolía. (Joaquín Sabina)
9. Pongamos que hablo de Joaquín. (Luis Eduardo Aute) Canción interpretada por Luis Eduardo Aute y dedica a Sabina.
10. Pongamos que hablo de Madrid. (Joaquín Sabina/Antonio Sánchez)
11. Adiós, adiós. (Joaquín Sabina/Javier Gurruchaga) Con Javier Gurruchaga.
12. Pisa el acelerador. (Joaquín Sabina) Con Javier Gurruchaga.

## Músicos
- Joaquín Sabina - Guitarra y voz
- Pancho Varona - Guitarra
- Manolo Rodríguez - Guitarra
- Javier Martínez - Bajo
- Paco Beneyto - Batería
- Marcos Mantero - Teclados
- Teresa Carrillo - Coros
- Chema Rojas - Percusiones
- Andreas Prittwitz - Saxofón
- Luis Eduardo Aute - Voz y guitarra en Pongamos que hablo de Joaquín
- Luis Mendo - Guitarra en Pongamos que hablo de Joaquín
- Javier Krahe - Voz y cazú en Cuervo ingenuo
- Javier Gurruchaga - Voz en Adiós, adiós y Pisa el acelerador
- Ricardo Solfa - Voz en Hay mujeres